# Liberté de réunion en France

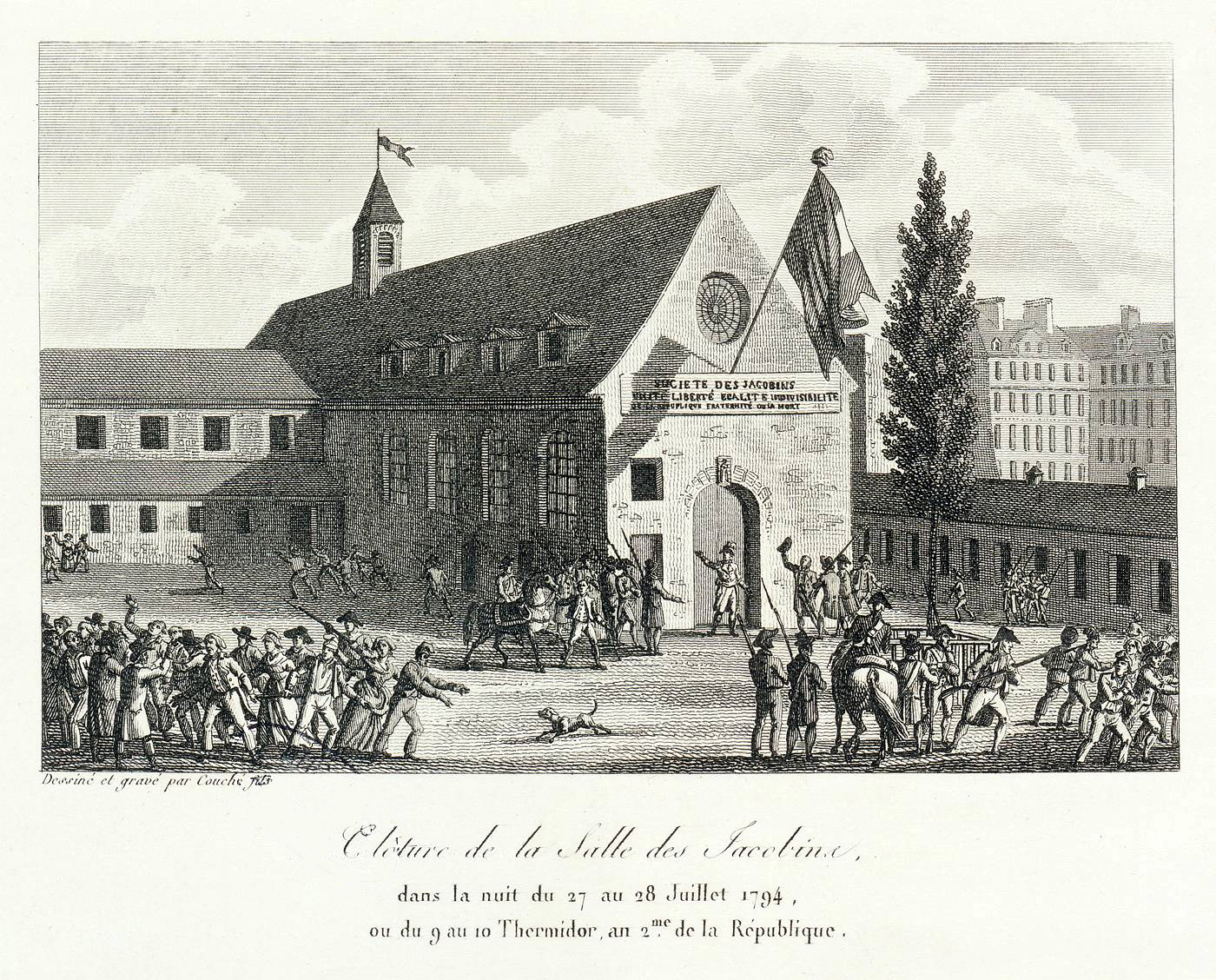
Clôture de la salle des Jacobins (12 novembre 1794) ; estampe de Fr.-L. Couché, dit Couché fils).

En droit français, la liberté de réunion ou droit de réunion est une liberté publique et politique généralement considérée comme fondamentale et en vertu de laquelle un groupe de personnes a la possibilité de se réunir temporairement en un même lieu, de façon pacifique et sans armes, dans toute finalité licite et conforme à la loi. 

## Historique

### Ancien droit
Longtemps, les réunions publiques en France ont été organisées exclusivement sous l'égide de l'Église (processions, entrées princières, etc.), à l’exception des bans seigneuriaux. La situation évolue au XVIIIe siècle avec la mode des salons et des cafés, où s'élaborent en partie les idées des Lumières, et qui donne naissance aux premiers clubs : le Club breton, le club des Jacobins, etc.

### Révolution française
La Déclaration des droits de l'homme et du citoyen institutionnalise les clubs en proclamant en son article 11 la « libre communication des pensées et des opinions. »
Une première mesure d'interdiction est le décret de fermeture du club des Jacobins, le 12 novembre 1794, voté par la Convention nationale dans le cadre de la réaction thermidorienne. Elle sera suivie, sous le Directoire, de l'interdiction du club du Panthéon le 8 ventôse an IV (27 février 1796) par Bonaparte, et sous le Consulat, de la fermeture autoritaire du club du Manège et des proscriptions du 5 janvier 1801.

### XIXesiècle
Le ton est donné pour les années suivantes : désormais, toute réunion publique est soumise à autorisation préalable. L’article 291 du Code pénal de 1810 prévoit notamment que « Nulle association de plus de vingt personnes, dont le but sera de se réunir tous les jours ou certains jours marqués, pour s’occuper d'objets religieux, littéraires, politiques ou autres, ne pourra se former qu’avec l’agrément du Gouvernement, et sous les conditions qu'il plaira à l'autorité publique d'imposer à la société. »
Ce point de vue est réaffirmé par tous les régimes successifs à de multiples reprises : article 20 de l'ordonnance des 5-6 juillet 1820, « loi d'inquiétude » du 10 avril 1834, etc.
Sur la fin de l'Empire autoritaire, l'opinion publique est marquée par un procès politique, le « Procès des Treize ». Huit jours avant le scrutin de mars 1864, les Bonapartistes, en difficulté aux élections, dispersent une réunion politique rassemblant, à l'initiative de Carnot et Garnier-Pagès, onze autres députés, parmi lesquels Dréo, Clamageran, Durier, Ferry et Floquet ; mais devant le tumulte soulevé par ce procès, certaines personnalités du gouvernement, tels le ministre Baroche, voient les difficultés s'amonceler.
Sous l'impulsion de Rouher, Napoléon III autorise en 1868 les réunions publiques sous réserve qu'on s’abstienne d’y délibérer de questions politiques ou religieuses. Dans un contexte de crise, le Gouvernement de la Défense nationale impose de nouveau (par décret du 22 janvier 1871) les demandes d’autorisation aux réunions publiques. L’autorisation est remplacée par une simple déclaration aux autorités avec la loi du 30 juin 1881. C'est la loi sur la liberté de réunion du 28 mars 1907 qui lèvera définitivement cette injonction de déclaration, avec un unique article : « Les réunions publiques, quel qu'en soit l'objet, pourront être tenues sans déclaration préalable ».

### XXesiècle
Cette liberté est cependant suspendue sous l'état de siège déclaré en août 1914 pour la durée de la guerre.
Cette loi a été incorporée dans le nouveau Code Pénal promulgué en 1994, à l’article 431-1.

## Restrictions à la liberté de réunion
Il est possible d’interdire certaines réunions, notamment en raison :
- de troubles à l'ordre public ;
- d'atteintes aux personnes et aux biens ;
- de santé publique (épidémie de coronavirus en 2020).

L'arrêt Benjamin est une des grandes décisions du Conseil d'État, indiquant que les restrictions doivent être motivées et proportionnelles : « La liberté est la règle, la restriction de police l’exception. »